# كريس هنري كوفاي
كريس هنري كوفاي (بالإنجليزية: Chris Henry Coffey)‏ هو ممثل أمريكي، ولد في 1 مايو 1971 في الولايات المتحدة. تخرج من مدرسة ييل للدراما ويقيم حاليًا في منطقة هيلز كيتشن بمدينة نيويورك.

## المسيرة التلفزيونية
شارك كوفي في العديد من المسلسلات التلفزيونية، حيث ظهر في أدوار متكررة وضيف شرف في أعمال مثل "The Madness" (بطولة كولمان دومينغو، نتفليكس، أواخر 2024)، "American Horror Story: NYC"، "And Just Like That..."، "Mrs. Fletcher"، "Chicago Fire"، "Instinct"، "The Good Wife"، "Cupid"، و"Law & Order" بمواسمها المختلفة.

## المسيرة السينمائية
بالإضافة إلى مشاركته في العديد من الأفلام المستقلة والقصيرة الحائزة على جوائز، ظهر كوفي في أفلام رئيسية مثل "The Good Nurse"، "Trust"، "The International"، و"Thirteen Days". حظي أداؤه في فيلم "Trust" بإشادة الناقد روجر إيبرت، حيث أدرجه ضمن قائمة "أفضل الأفلام"، ووصف أداؤه في مهرجان تورونتو السينمائي بأنه "أداء متميز... يجمع بين الانحراف والمصداقية".

## المسيرة المسرحية
على خشبة المسرح، قدم كوفي أدوارًا في عروض برودواي وخارجها، بما في ذلك "Bronx Bombers" حيث جسد شخصية جو ديماجيو، و"Public Servant" لبكاه برونستتر، و"Can You Forgive Her?" لجينا جيونفريدو. كما عمل مع الكاتب المسرحي آرثر ميلر في مسرحيته قبل الأخيرة "Resurrection Blues".

## المشاركة المجتمعية
يساهم كوفي في مبادرات مجتمعية وفنية، حيث يشارك في مشاريع مثل "Theater of War" و"Arts in the Armed Forces" و"Waterwell"، التي تهدف إلى استخدام الفن كوسيلة للتواصل والتغيير الاجتماعي.

## الهوايات والاهتمامات الشخصية
خارج مجال التمثيل، يُعرف كوفي بحبه للطبيعة، وهو مساهم في فريق غرين باي باكرز، وعاشق للدراجات النارية.

## وصلات خارجية
- كريس هنري كوفاي على موقع IMDb (الإنجليزية)
- كريس هنري كوفاي على موقع قاعدة بيانات برودواي على الإنترنت (الإنجليزية)
- كريس هنري كوفاي على موقع قاعدة بيانات الفيلم (الإنجليزية)

1. ↑  Aaindri Thakuri. "The Madness cast and character guide: Who plays whom in the upcoming Netflix thriller series?". MSN.